# Gare de Hamada
La gare de Hamada (浜田駅, Hamada-eki) est une gare ferroviaire de la ville de Hamada, dans la préfecture de Shimane au Japon. La gare est exploitée par la compagnie JR West.

## Situation ferroviaire
La gare de Hamada est située au point kilométrique (PK) 473,3 de la ligne principale San'in.

## Historique
La gare de Hamada a été inaugurée le 1er septembre 1921.

## Service des voyageurs

### Accueil
La gare dispose d'un bâtiment voyageurs, avec guichets, ouvert tous les jours.

### Desserte
- Ligne principale San'in :
  - voie 1 : direction Masuda  (interconnexion avec la ligne Yamaguchi pour Shin-Yamaguchi)
  - voies 2 et 3 : direction Izumoshi et Matsue